# Magnotherium johnsii
Il magnoterio (Magnotherium johnsii) è un mammifero pinnipede estinto, appartenente ai focidi. Visse nel Miocene superiore (circa 8,5 - 7,5 milioni di anni fa) e i suoi resti fossili sono stati ritrovati in Nordamerica.

## Descrizione
Questo animale doveva essere piuttosto simile a un'attuale foca monaca (gen. Monachus), ma il suo cranio possedeva alcune caratteristiche chiave. Erano presenti sei incisivi (come quelli presenti nei membri della sottofamiglia Phocinae), un lungo rostro e una lunga concavità presente nell'area preorbitale della mascella. In generale, il cranio di Magnotherium presenta sia caratteristiche primitive che caratteristiche derivate.

## Classificazione
Magnotherium johnsii venne descritto per la prima volta nel 2021, sulla base di un cranio rinvenuto nella formazione St. Mary in Maryland, in terreni risalenti alla fine del Miocene. Sulla base di numerosi caratteri diagnostici, Magnotherium è stato attribuito alla sottofamiglia Monachinae nell'ambito della famiglia Phocidae. Ad oggi, Magnotherium è uno dei tre generi di monachini fossili noti nella baia di Chesapeake, insieme a Monotherium e a Terranectes.